# Al-Islah
al-Islah (egentligen at-Tajammu al-Yemeni lil-Islah, svenska: "Jemenitiska reformförbundet") är det ledande oppositionspartiet i Jemen. Vid parlamentsvalet den 27 april 2003 erövrade de 22,6 % av rösterna och 46 av 301 mandat.
Under protesterna i Jemen 2011 var al-Islah med och arrangerade en ”Vredens dag”, den 3 februari, med massprotester i Sanaa, Aden och Taizz. Organisationens företrädare Najib Ghanem talade till fler än 20 000 demonstranter utanför universitetet i Sanaa.
Nobelpristagaren och journalisten Tawakkul Karman är en företrädare för Jemenitiska reformförbundet.